# L'Appât (film, 1953)
Pour les articles homonymes, voir L'Appât.
Pour plus de détails, voir Fiche technique et Distribution.

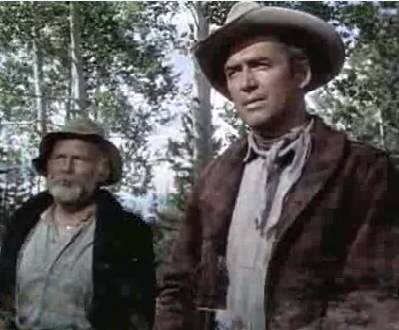
James Stewart.

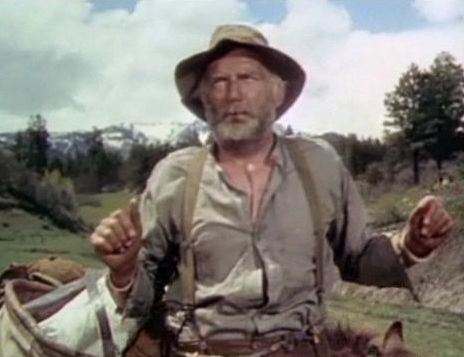
Millard Mitchell.

L'Appât (The Naked Spur) est un film américain réalisé par Anthony Mann, sorti en 1953.
C'est le troisième des cinq films du cycle de westerns d'Anthony Mann avec James Stewart.

## Synopsis
Dans le Colorado en 1868, Howard Kemp poursuit Ben Vandergroat, meurtrier d'un marshal à Abilene au Kansas. Pour empocher la récompense de 5 000 dollars, il fait équipe avec un chercheur d'or, Jesse Tate, et un soldat récemment libéré du 6e régiment de cavalerie, Roy Anderson.
Ils capturent Vandergroat et son amie, Lina Patch, mais lors du voyage du retour dans les Rocheuses celui-ci essaiera de s'enfuir en divisant les trois hommes, jouant sur leurs faiblesses.

## Fiche technique
- Titre original : The Naked Spur
- Titre français : L'Appât
- Réalisation : Anthony Mann
- Scénario : Sam Rolfe et Harold Jack Bloom
- Direction artistique : Malcolm Brown et Cedric Gibbons
- Décors : Edwin B. Willis
- Photographie : William C. Mellor
- Son : Douglas Shearer
- Montage : George White
- Musique : Bronislau Kaper
- Direction musicale : Hans Sommer
- Production : William H. Wright
- Société de production : Metro-Goldwyn-Mayer
- Société de distribution : Metro-Goldwyn-Mayer
- Pays de production :  États-Unis
- Langue : anglais
- Format : couleur (Technicolor) - 35 mm - 1,37:1 - son Mono (Western Electric Sound System)
- Genre : Western
- Durée : 91 minutes
- Dates de sortie 
  - États-Unis : 6 février 1953, première à Denver (Colorado)
  - France : 2 octobre 1953
- Affiche : Roger Soubie (France)

## Distribution

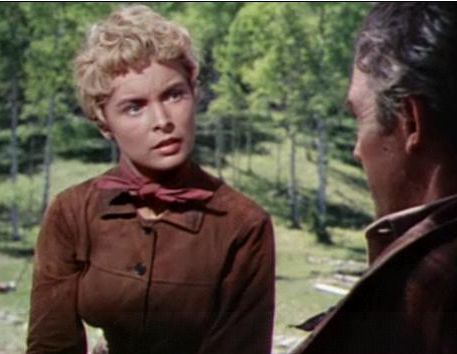
Janet Leigh et James Stewart

- James Stewart (VF : Marc Cassot) : Howard Kemp
- Janet Leigh (VF : Arlette Thomas) : Lina Patch
- Robert Ryan (VF : Raymond Loyer) : Ben Vandergroat
- Ralph Meeker (VF : Jacques Berthier) : Roy Anderson
- Millard Mitchell (VF : Jean Brochard) : Jesse Tate

Cascadeurs
Virginia Bougas, Ted Mapes, Frank McGrath, Chuck Roberson, Jack Williams, Jack N. Young

## Distinctions
- Oscars 1954 : nomination pour l'Oscar du meilleur scénario original[1]

## Production

### Titre
The naked spur (L'éperon nu) est à la fois le piton rocheux sur lequel ont été tournées les dernières séquences du film, dans la région de Durango, et l'éperon de cavalier utilisé par James Stewart pour l'escalader. C'est aussi cet éperon qui participera au dénouement du film.

### Distribution
Les cinq acteurs principaux, dont les noms étaient d'ailleurs cités au-dessus du titre sur les affiches, sont les seuls personnages du film, à l'exception de figurants n'ayant pas de texte à l'écran.

### Réalisation

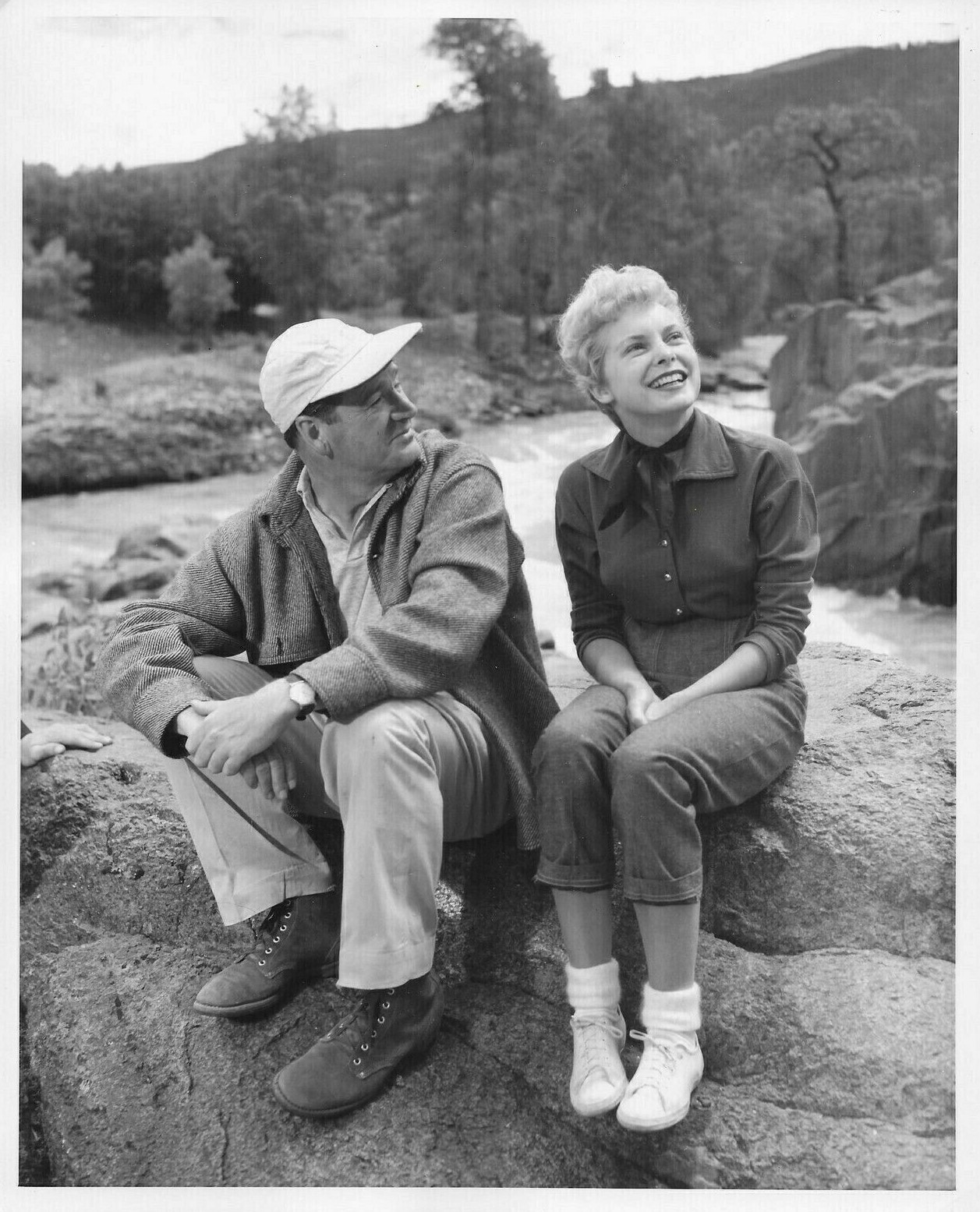
Anthony Mann et Janet Leigh lors du tournage du film.

## Analyse
Ce film fait un peu penser à Fort Bravo avec William Holden lorsque Ben Vandergroat essaie de s'évader en sortant d'un trou d'une grotte et Lina Patch essaie d'endormir la méfiance de Howard Kemp.

## Exploitation

### Box-office
| Pays       | Box office        |
| ---------- | ----------------- |
| États-Unis | 2 423 000 dollars |
| France     | 963 803 entrée    |

En France, le film a été vu par 963 803 spectateurs lors de son exploitation en salle.